# Leptochiton benthedi
Leptochiton benthedi är en blötdjursart som först beskrevs av Eugène Leloup 1981.  Leptochiton benthedi ingår i släktet Leptochiton och familjen Leptochitonidae.
Artens utbredningsområde är Indiska oceanen. Inga underarter finns listade i Catalogue of Life.